# Ешфілд
Е́шфілд (англ. Ashfield) — район місцевого самоврядування в Ноттінгемширі, Англія. У 2018 році населення Ешфілда становило 127,200 осіб. Район переважно міський і є частиною міських районів Ноттінгем і Менсфілд. В районі три міста Саттон-ін-Ешфілд, Кіркбі-ін-Ешфілд і Хакнелл. Округ був утворений 1 квітня 1974 року відповідно до Закону про місцеве самоврядування 1972 року шляхом злиття міських округів Хакнелл, Кіркбі-ін-Ешфілд, Саттон-ін-Ешфілд та частини сільського округу Басфорд, а саме парафій Еннеслі, Феллі і Селстон.

## Політика

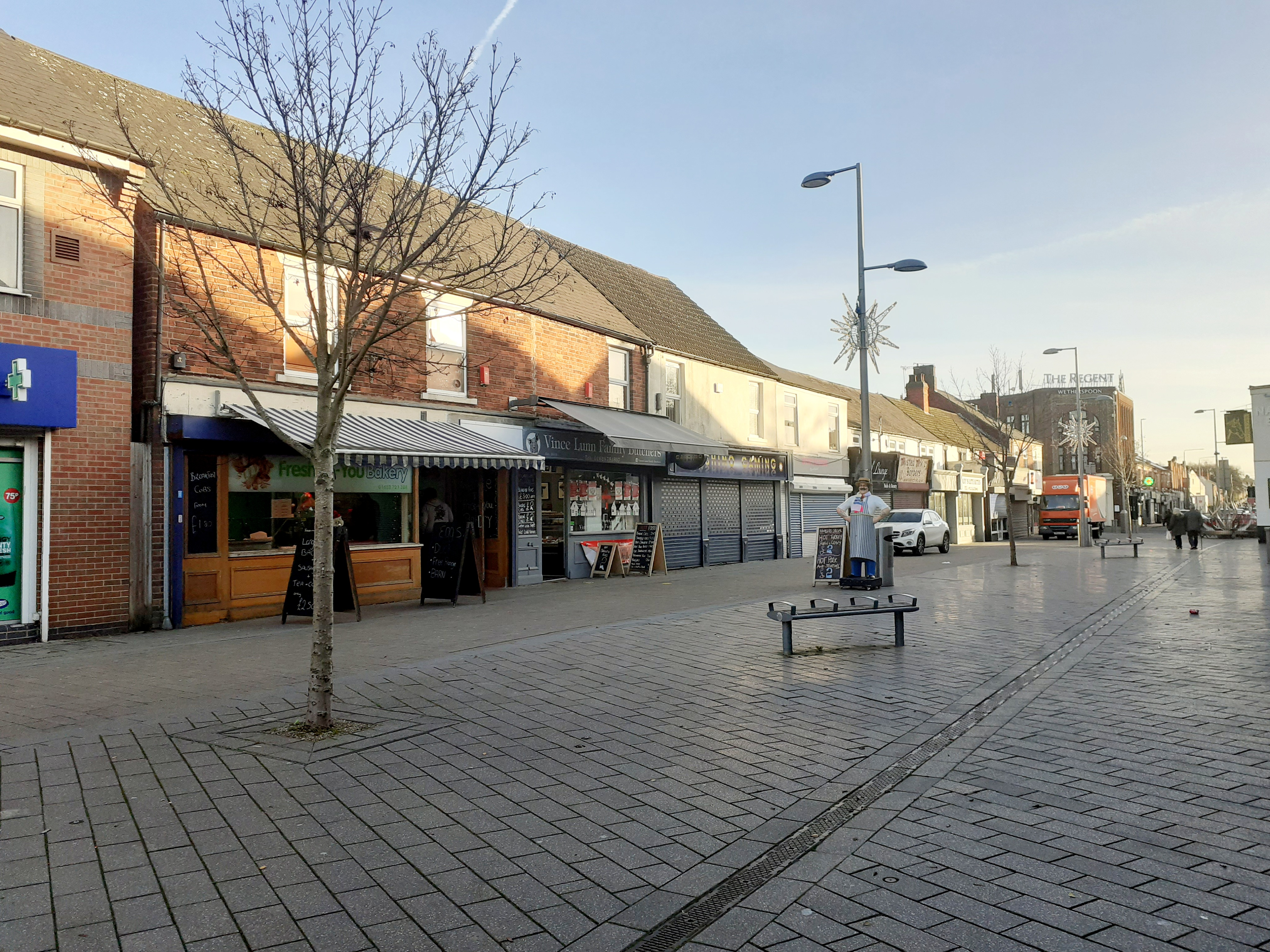
Кіркбі-ін-Ешфілд, третє за величиною поселення в окрузі, що межує з сусіднім Саттон-ін-Ешфілд

Вибори до округу проводяться кожні 4 роки, наразі обирається 35 радників із 23 округів. З 2018 року раду очолює Джейсон Задрозні з партії Ashfield Independents. На виборах 2019 року Ешфілдські незалежні здобули 30 із 35 місць у раді. Наступні вибори заплановані на 2023 рік.